# Ștefan Lazarevici
Ștefan Lazarevici (în sârbă Stefan Lazarević, cu alfabetul chirilic: Стефан Лазаревић; n. 1374, Kruševac Fortress⁠(d), Kruševac, Cnezatul Serbiei – d. 19 iulie 1427, Crkvine⁠(d), Mladenovac, Republica Socialistă Serbia, RSF Iugoslavia) a fost un despot sârb. A fost fiul și urmașul cneazului Lazăr (în sârbă Knez Lazar, cu alfabetul chirilic: Кнез Лазар), care a murit în Bătălia de la Kosovo Polje de la 1389 împotriva otomanilor și a prințesei Milița (Милица) din partea ramurii subordonate casei de Nemanjici (Немањић).

## Moștenire
Ștefan Lazarevici a fost inclus pe locul 13 în lista și cartea din 1993 a celor mai proeminenți 100 de sârbi (în sârbă 100 најзнаменитијих Срба). Cartea cu cele 100 de biografii a fost redactată de membri ai Academiei Sârbe de Științe și Arte și anume Sava Vuković, Pavle Ivić, Dragoslav Srejović, Dejan Medaković, Dragomir Vitorović, Zvonimir Kostić, Vasilije Krestić, Miroslav Pantić și Danica Petrović.